# アリエル・レヒトシェイド
アリエル・レヒトシェイド（Ariel Rechtshaid、[rɛkˈʃeɪd]、アリエル・レックシェイド、1979年3月23日 - ）は、アメリカ合衆国の音楽家、音楽プロデューサー、ソングライター、マルチ・インストゥルメンタリスト、レコーディング・エンジニア。スカパンクバンドThe Hipposの元リード・シンガー兼ギタリストであり、インディー・フォークグループForeign Bornのベーシスト兼プロデューサーでもある。
プロデュース、ソングライティング、ミキシングを手がけたアーティストは、HAIM、Vampire Weekend、Madonna、Usher、Adele、Brandon Flowers、Charli XCX、Kelela、Cass McCombs、Solange、Tobias Jesso Jr.、Murs、Sky Ferreira、We Are Scientists、Kylie Minogue、U2、Glasser、Alex Clare、Major Lazerなどがある。
アッシャーの2012年のシングル「Climax」を共同作曲・プロデュースし、グラミー賞の最優秀R&Bパフォーマンス賞を受賞した。他にもヴァンパイア・ウィークエンドのアルバム　『Modern Vampires of the City』『Father of the Bride』、アデルのアルバム『25』のプロデュースでグラミー賞を受賞している。

## 生い立ち
アリエル・レヒトシェイドはカリフォルニア州ロサンゼルスで、イスラエル系移民のアメリカ人第一世代として生まれた。ロサンゼルス統一学区のハミルトン高校に通い、最初のバンドThe Hipposを結成する。高校時代の同級生には、後にレコーディングやプロデュースを行うラッパーのMursがいた。

## 私生活
ハイムの2ndアルバム『Something to Tell You』（2017年）の制作中に、ステージ1の精巣がんと診断された。 2017年8月、ハイムのフロントウーマンであるダニエル・ハイムと交際中であることが報じられた。

## ディスコグラフィ

### The Hippos
- Forget the World（1997年、Fueled By Ramen/Stiff Dog/Vagrant Records）
- Heads Are Gonna Roll（1999年、Interscope）
- The Hippos（2003年、Olympic Records）

### Foreign Born
- In the Remote Woods（2005年、StarTime International Records）
- On the Wing Now（2007年、Dim Mak）
- Person to Person（2009年、Secretly Canadian）

### プロダクション参加作品
以下は主な作品の抜粋
- Usher「Climax」（2012年）
- Sky Ferreira「Everything is Embarrassing」（2012年）
- Solange『True』（2013年）
- Charli XCX『True Romance』（2013年）
- HAIM『Days Are Gone』（2013年）
- Sky Ferreira『Night Time, My Time』（2013年）
- Beyoncé『Beyoncé』「Ring Off」（2014年）
- Charli XCX『Sucker』（2014年）
- Carly Rae Jepsen『Emotion』（2015年）
- Adele『25』「When We Were Young」（2015年）
- HAIM『Something to Tell You』（2017年）エグゼクティブプロデュース
- Vampire Weekend『Father of the Bride』（2019年）エグゼクティブプロデュース
- HAIM『Women In Music Pt III』（2020年）エグゼクティブプロデュース